# Хидалго (окръг, Ню Мексико)
Вижте пояснителната страница за други значения на Хидалго.
Окръг Хидалго (на английски: Hidalgo County) е окръг в щата Ню Мексико, Съединени американски щати. Площта му е 8925 km², а населението – 4305 души (2017). Административен център е град Лордсбърг.